# Albert Marvelli

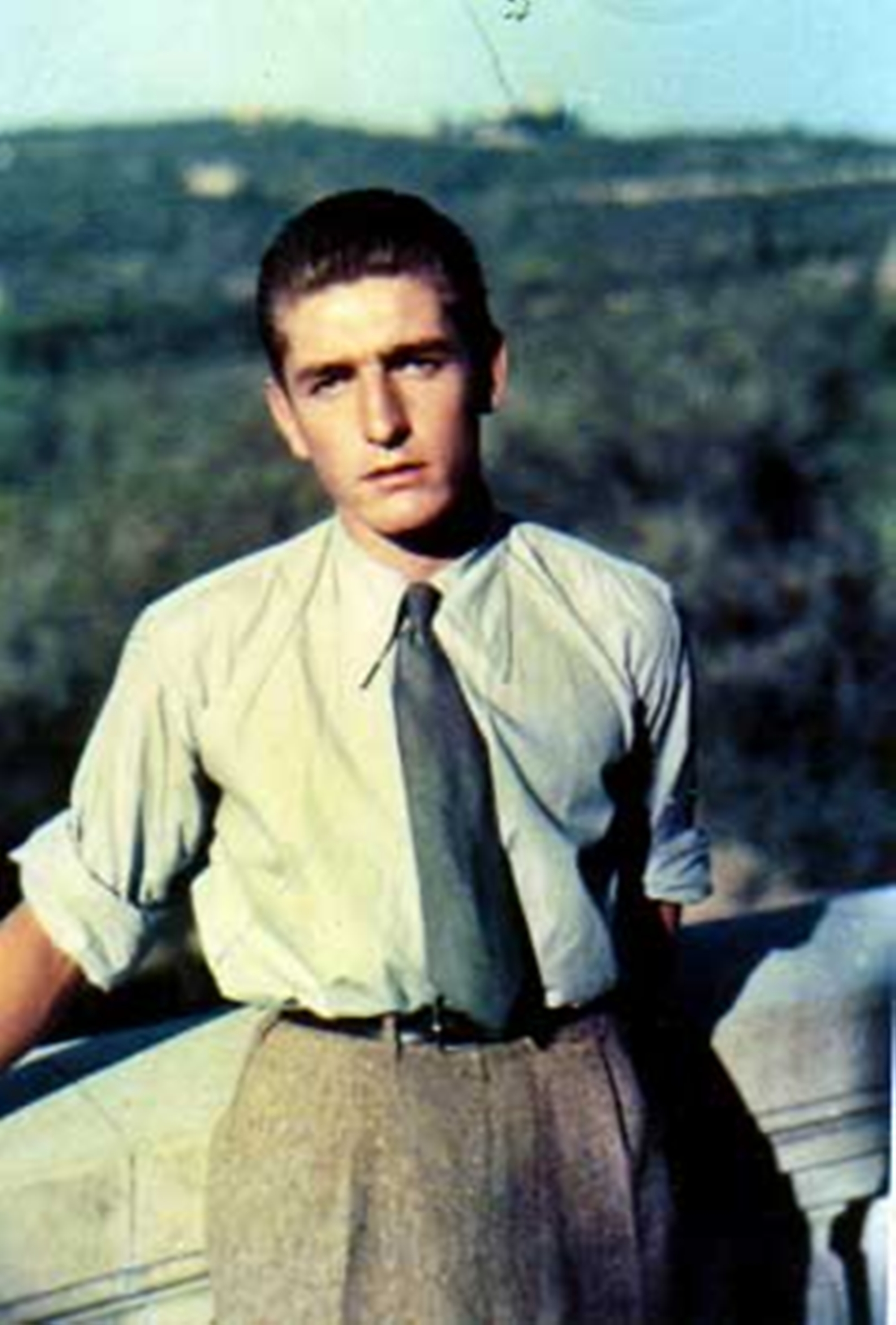
Albert Marvelli

Alberto Marvelli (* 21. März 1918 in Ferrara; † 5. Oktober 1946 in Rimini) war ein christdemokratischer italienischer Politiker, Mitglied der Katholischen Aktion sowie ein Schüler der Salesianer Don Boscos. Die römisch-katholische Kirche verehrt ihn als einen Seligen.

## Leben
Bereits als Kind ging Alberto Marvelli in das salesianische Oratorium von Rimini und kam mit der dortigen Gruppe der Katholischen Aktion in Berührung. Mit nur 18 Jahren wurde er zum Präsidenten der italienischen Katholischen Aktion gewählt. Er arbeitete in enger Verbindung mit Luigi Sturzo und Primo Mazzolari (1890–1959), dem Pfarrer von Bozzolo, sowie einer Gruppe von Laien, die durch Alcide De Gasperi geleitet wurden.
1941 schloss er seine Ingenieursausbildung ab und begann an einer Schule zu unterrichten. Während des Krieges setzte er sich besonders für die Armen ein, während der deutschen Besatzungszeit bewahrte er zahlreiche Menschen vor der Deportation in Konzentrationslager.
Marvelli war stark eucharistisch geprägt.
Nach dem Krieg wurde er erneut in mehrere politische Ämter gewählt und mit kirchlichen Aufgaben betraut. Er starb mit nur 28 Jahren bei einem Verkehrsunfall.

## Seligsprechung
1986 erfolgt die Erklärung der Verehrungswürdigkeit, am 5. September 2004 die Seligsprechung durch Papst Johannes Paul II. Sein Gedenktag ist der 5. Oktober.